# Tangara brun
Orchesticus abeillei
Genre
Espèce
Statut de conservation UICN

 NT  : Quasi menacé
Le Tangara brun (Orchesticus abeillei) est une espèce de passereau appartenant à la famille des Thraupidae. C'est la seule espèce du genre Orchesticus.

## Description
Il mesure en moyenne 17 cm de longueur et pèse 31,5 g. Comme le suggère son nom, son plumage est globalement brun. Son bec est relativement épais.

## Habitat et répartition
Il est endémique aux forêts atlantiques humides du sud-est du Brésil à une altitude comprise entre 900 et 1500 m. Il fourrage dans la canopée et est généralement vu en couple. Il est généralement rare, mais bien connu dans plusieurs aires protégées, telles que le parc national d'Itatiaia.

## Alimentation
Il capture les insectes en vol, d'une façon souvent directe. Il les prend également sur les plantes.

## Nidification
La femelle pond 2 œufs d'une teinte rosâtre. Le gros bout de l'œuf est moucheté de brun et de lavande.